# Férfi egyéni időfutam kerékpározás a 2012. évi nyári olimpiai játékokon
A 2012. évi nyári olimpiai játékokon a kerékpározás férfi egyéni időfutam versenyszámát augusztus 1-jén rendezték.

## Kvalifikáció
A 2011-es UCI World Tour első tizenöt helyezettje, a Europe Tour első 7, az America Tour első 4, az Asia Tour legjobb két helyezettje, valamint az Oceania és az Africa Tour legerősebb országai egy-egy versenyzővel képviseltethette magát. Az időfutam-világbajnokság alapján néhány ország indíthatott egy plusz versenyzőt is, ezek Németország, az Egyesült Királyság, Svájc, Ausztrália, Hollandia, Kazahsztán, Dánia, Spanyolország, Svédország és Kanada voltak.

## Előzetes esélyek
A verseny pekingi címvédője a svájci Fabian Cancellara volt, akitől ezen a versenyen is jó teljesítményt várt mindenki. Ám miután a mezőnyversenyen bukott, valamint megfejelt egy kordont is az esés után, kétségessé vált az indulása. Miután kiderült, hogy nem tört el a kulcscsontja a baleset során, úgy döntött, indul az időfutamon.
A Tour de France győztese, Bradley Wiggins is komoly favoritnak számított, miután a francia körversenyen mindkét időfutamot nagy fölénnyel nyerte meg. A világbajnok Tony Martint sérülések hátráltatták, így kihagyta a Tourt, hogy az olimpiára már teljesen egészséges lehessen.
További esélyesek voltak a fiatal amerikai Taylor Phinney, a Wigginshez hasonlóan ugyancsak brit, az őt a Touron megszorongató Chris Froome, Luis León Sácnhez, Marco Pinotti, Michael Rogers és Sylvain Chavanel.

## Útvonal

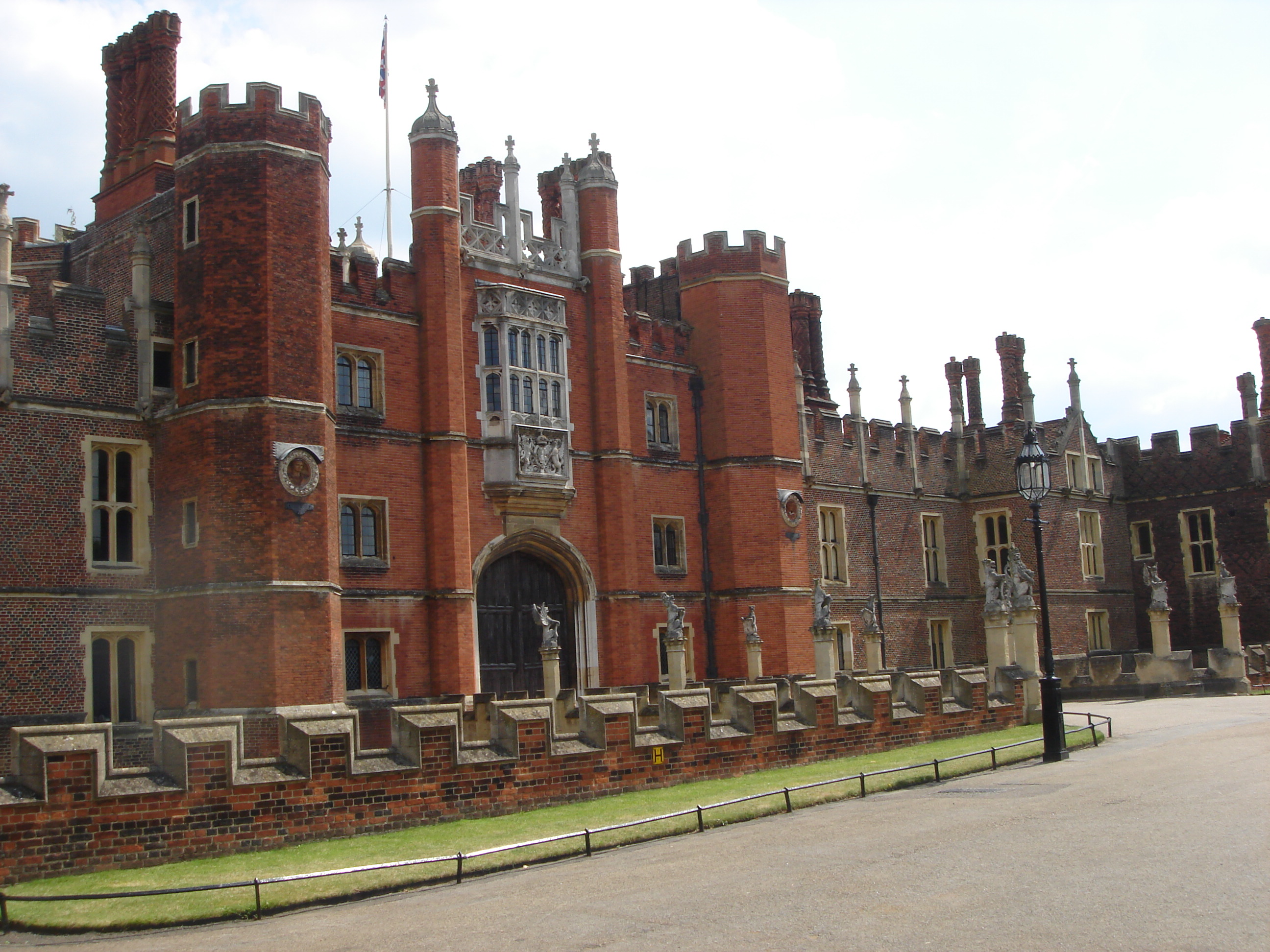
A Hampton Court Palace, ahonnan indult a mezőny, és ahol a finis is volt.

A verseny rajtja és célja a Hampton Court Palace volt, a versenyzőknek egyetlen kört kellett megtenniük a 44 km-es szakasz során. Az útvonal keresztülhaladt délnyugat-Londonon, Kingstonon és Surrey-n.

## Végeredmény

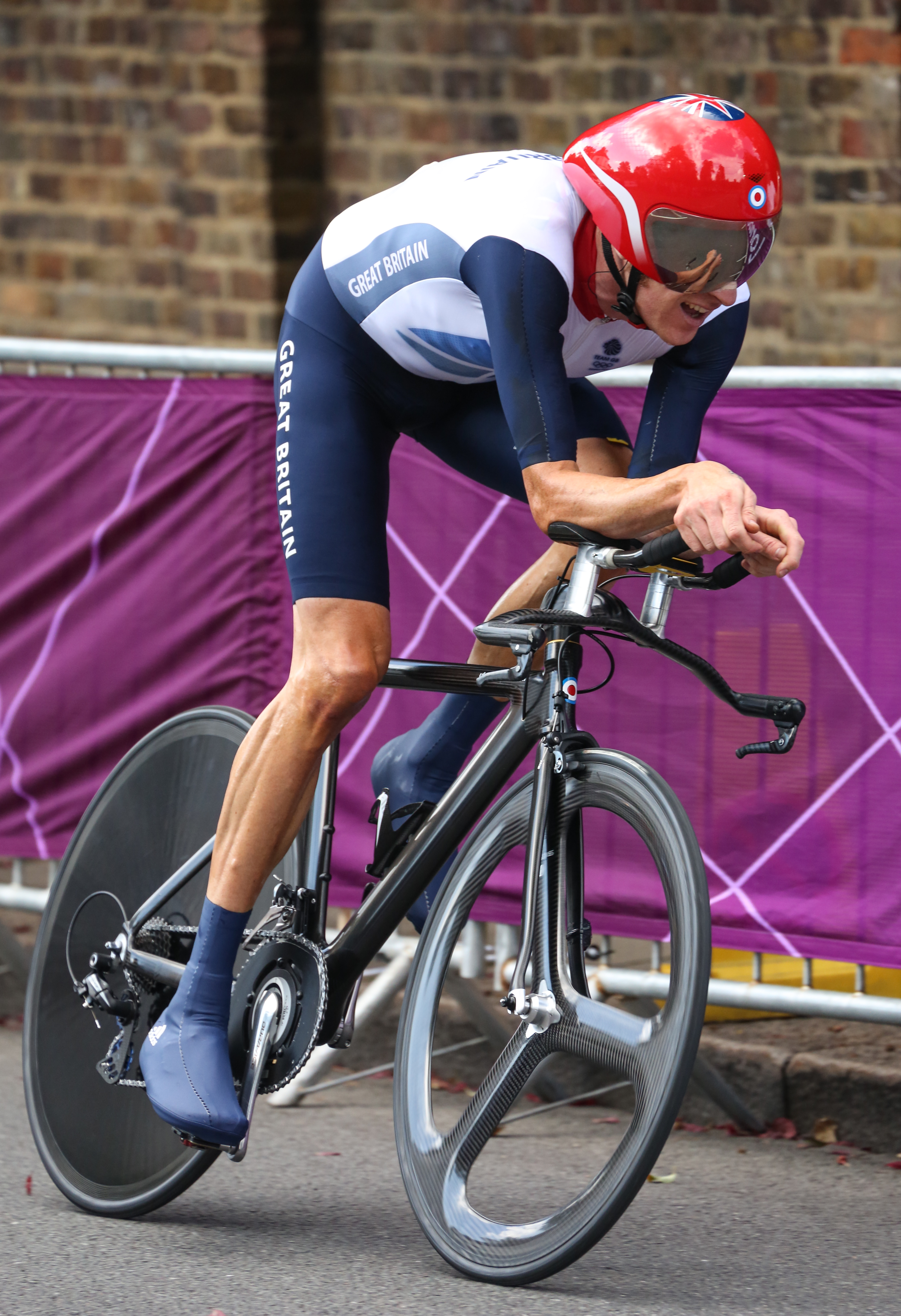
A győztes brit Bradley Wiggins két kilométerrel a cél előtt, a Bushy Parknál

A nevezési listát augusztus elsején hozták nyilvánosságra.
| #     | Versenyző                    | Idő      |
| ----- | ---------------------------- | -------- |
| Arany | Bradley Wiggins (GBR)        | 50:39.54 |
| Ezüst | Tony Martin (GER)            | 51:21.54 |
| Bronz | Chris Froome (GBR)           | 51:47.87 |
| 4     | Taylor Phinney (USA)         | 52:38.07 |
| 5     | Marco Pinotti (ITA)          | 52:49.28 |
| 6     | Michael Rogers (AUS)         | 52:51.39 |
| 7     | Fabian Cancellara (SUI)      | 52:53.71 |
| 8     | Bert Grabsch (GER)           | 53:18.04 |
| 9     | Jonathan Castroviejo (ESP)   | 53:29.36 |
| 10    | Janez Brajkovič (SLO)        | 54:09.72 |
| 11    | Lieuwe Westra (NED)          | 54:19.62 |
| 12    | Vaszil Kirijenka (BLR)       | 54:30.29 |
| 13    | Edvald Boasson Hagen (NOR)   | 54:30.87 |
| 14    | Lars Bak (DEN)               | 54:33.21 |
| 15    | Jakob Fuglsang (DEN)         | 54:34.49 |
| 16    | Gustav Larsson (SWE)         | 54:35.26 |
| 17    | Philippe Gilbert (BEL)       | 54:39.98 |
| 18    | Nélson Filipe Oliveira (POR) | 54:41.57 |
| 19    | Jack Bauer (NZL)             | 54:54.16 |
| 20    | Gyenyisz Menysov (RUS)       | 54:59.26 |
| 21    | Ramūnas Navardauskas (LTU)   | 55:12.32 |
| 22    | Lars Boom (NED)              | 55:29.74 |
| 23    | Alekszandr Vinokurov (KAZ)   | 55:37.05 |
| 24    | Beppu Fumijuki (JPN)         | 55:40.64 |
| 25    | Maciej Bodnar (POL)          | 55:49.67 |
| 26    | Magno Nazaret (BRA)          | 55:50.77 |
| 27    | David McCann (IRL)           | 56:03.77 |
| 28    | Ryder Hesjedal (CAN)         | 56:06.18 |
| 29    | Sylvain Chavanel (FRA)       | 56:07.67 |
| 30    | Michael Albasini (SUI)       | 56:38.38 |
| 31    | Aszan Bazajev (KAZ)          | 56:40.77 |
| 32    | Luis León Sánchez (ESP)      | 56:59.16 |
| 33    | Tomás Gil (VEN)              | 57:05.12 |
| 34    | Mouhcine Lahsaini (MAR)      | 57:25.24 |
| 35    | Fabio Duarte (COL)           | 57:34.20 |
| 36    | Alireza Haghi (IRI)          | 57:41.44 |
| 37    | Ahmet Akdilek (TUR)          | 59:11.19 |
|       | Daniel Martin (IRL)          |          |